# Philosophia Christi
Philosophia Christi — выпускаемый два раза в год рецензируемый академический журнал, издаваемый Евангелическим философским обществом при поддержке Университета Биола. Он охватывает философские вопросы в области апологетики, этики, теологии и религии с евангелистской точки зрения и публикует статьи, философские заметки и рецензии на книги. Главный редактор — Крейг Хейзен.
Журнал реферируется и индексируется The Philosopher’s Index, Religious and Theological Abstracts, Американской теологической библиотечной ассоциацией и Index Theologicus. Онлайн-доступ предоставлен Центром документации по философии.